# Henryk Czopowski

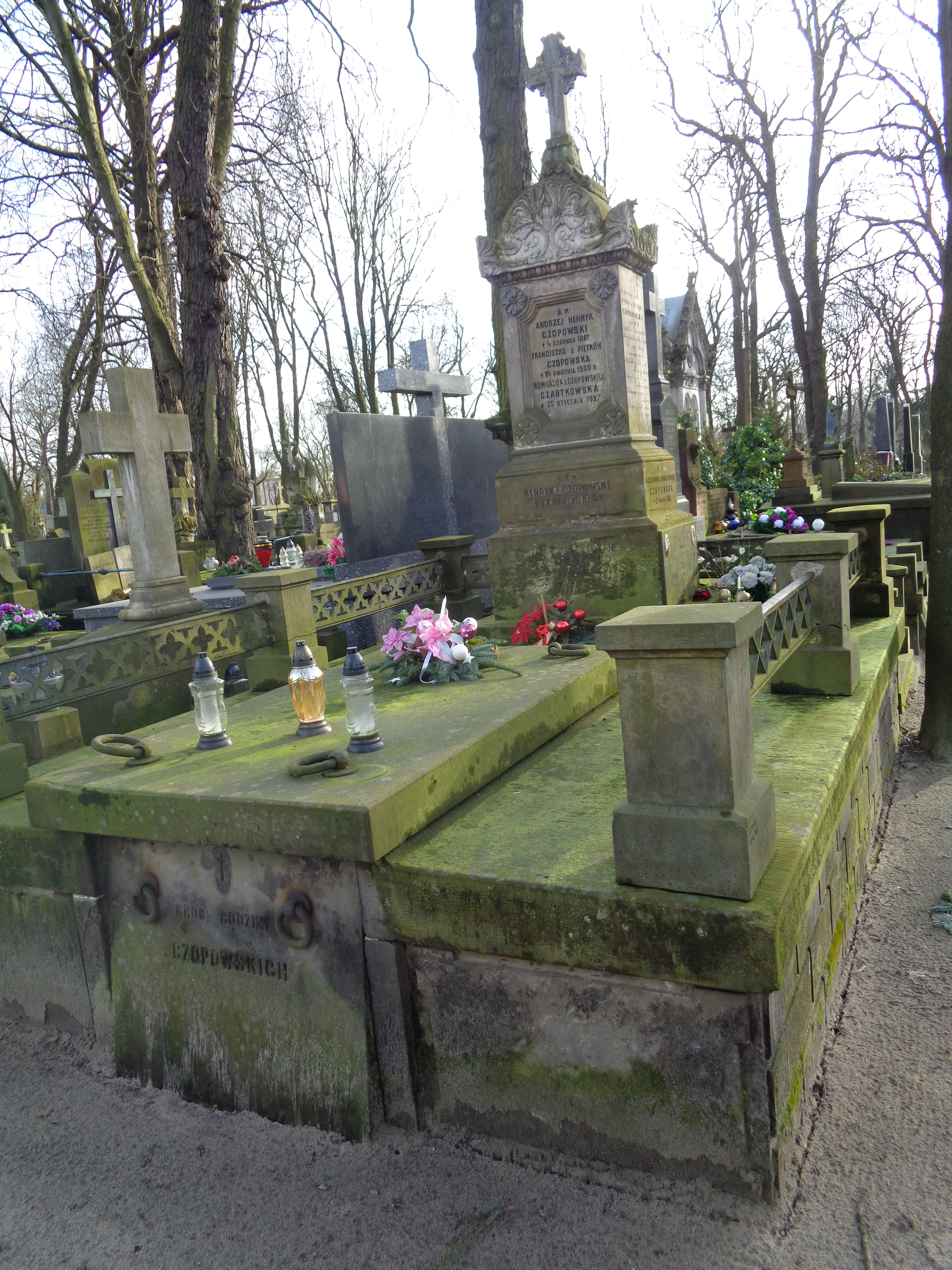
Grób Henryka Czopowskiego na cmentarzu Powązkowskim

Henryk Czopowski (ur. 7 września 1863 w Warszawie, zm. 7 czerwca 1935 tamże) – polski inżynier, profesor nauk technicznych, założyciel Państwowej Szkoły Mierniczej.

## Życiorys
Odbył studia chemiczne i budowlane na Politechnice Ryskiej. Był właścicielem własnego biura technicznego w Warszawie. W latach 1905–1918 był członkiem Towarzystwa Kursów Naukowych, od 30 grudnia 1908 do 20 grudnia 1917 także członkiem Zarządu TKN. Jeden z głównych organizatorów Wydziału Technicznego TKN, na którym wykładał geometrię analityczną i termodynamikę na Kursach Politechnicznych (1906–1907), mechanikę ogólną na Kursach Wieczornych dla Techników (1908–1916), mechanikę teoretyczną i rysunek wektorowy na Wyższych Kursach Technicznych (1909–1910). Od 1907 wykładał także w Szkole Wawelberga i Rotwanda. W 1915 z ramienia Komisji Politechnicznej TKN był jednym z organizatorów Politechniki Warszawskiej, na której podjął pracę. Z uczelnią tą związany był do końca życia pełniąc funkcję: dziekana Wydziału Inżynierii Budowlanej i Inżynierii Rolnej (w latach 1915–1916), dziekana Wydziału Inżynierii Budowlanej (1916–1920) i dziekana Wydziału Inżynierii Lądowej (1920–1921). Jednocześnie przez 20 lat (1915–1935) kierował najpierw Zakładem, a następnie Katedrą Mechaniki Teoretycznej. Profesor zwyczajny od 1919.
Był organizatorem (1917) i pierwszym dyrektorem Państwowej Szkoły Mierniczej w Warszawie oraz współorganizatorem Towarzystwa Kursów Technicznych w Warszawie i Warszawskiego Towarzystwa Politechnicznego. Był także członkiem Akademii Nauk Technicznych i Towarzystwa Naukowego Warszawskiego. Od czasu studiów w Rydze należał również do Korporacji Akademickiej Welecja, której był kuratorem na Politechnice Warszawskiej w latach 1916–1935.
Jego zainteresowania zawodowe skupiały się wokół teorii sprężystości, termodynamiki oraz hydrauliki. Był autorem nowoczesnego podręcznika z zakresu mechaniki teoretycznej. Praca ta przez wiele lat była podstawowym podręcznikiem mechaniki w polskich wyższych uczelniach technicznych.
27 listopada 1929 został odznaczony Krzyżem Komandorskim Orderu Odrodzenia Polski.
Spoczywa na cmentarzu Powązkowskim w Warszawie (kwatera 27-6-1,2,3).

## Wybrane publikacje naukowe
- Belka wielkoprzęsłowa na sprężystych podporach (1897)
- Prawa mechaniczne spadania i utrzymywania ciał w powietrzu (1905)
- Zasady energetyki (1906)[5]
- Z teorii sprężystości (1907)
- Wstęp do termodynamiki (1907)[6]
- Mechanika teoretyczna (1911–1933)
- Zadania i metody matematyki wielkości przybliżonych (1917)